# Alysson Paradis

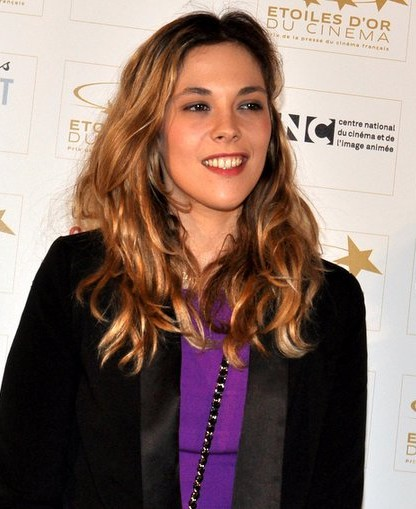
Alysson Paradis

Alysson Paradis (* 29. Mai 1982 in Paris, Frankreich) ist eine französische Schauspielerin.

## Leben und Karriere
Ihre Kindheit verbrachte Paradis in Chauffry. Im Alter von 15 Jahren beschloss Paradis Schauspielerin zu werden. So zog sie im Alter von 17 Jahren nach Paris, wo sie ihre Schauspielausbildung beim Laboratoire de l'acteur-Hélène Zidi absolvierte. Ihr Filmdebüt hatte sie 2004 mit Le Dernier Jour von Rodolphe Marcon. Einem größeren Publikum wurde sie mit ihrer Darstellung der Karine in der französischen Fernsehserie Q.I. bekannt. Diese Rolle spielte sie von 2012 bis 2014. Neben ihren Auftritten in Film und Fernsehen war Paradis auch im Theater zu sehen. So spielte sie 2017 die Hauptrolle der Fabienne in La Récompense von Gérald Sibleyras.

## Privatleben
Alysson Paradis ist die Schwester der Sängerin und Schauspielerin Vanessa Paradis. Zusammen mit dem französischen Schauspieler Guillaume Gouix hat sie einen Sohn, der 2015 geboren wurde.

## Filmografie (Auswahl)
- 2004: Der letzte Tag (Le dernier jour)
- 2005: Le Cocon (Fernsehfilm)
- 2004: Le grand patron (Fernsehserie, Folge 1x15)
- 2005: Quand les anges s’en mêlent
- 2007: Fracassés
- 2007: Inside (À l’intérieur)
- 2008: La Fille qui traverse la ville
- 2009: Der Weg ins Unerreichbare (L‘Enfance d'Icare)
- 2009: Thelma, Louise et Chantal
- 2010: Camping 2
- 2011: Les mouvements du bassin
- 2012: Riot on Redchurch Street
- 2012–2014: QI (Fernsehserie)
- 2013: Hasta mañana
- 2014: Les yeux jaunes des crocodiles
- 2015: Drama
- 2017: J’pleure pas
- 2017: Tensions sur le Cap Corse
- 2018: Les drapeaux de papier
- 2019: Krieg der Welten (War of the Worlds)
- 2019: Andy
- 2019: Trauma – Der Fall Adam Belmont (Trauma, Fernsehserie, 6 Folgen)
- 2020: Pour la France (Fernsehfilm)
- 2020: La fugue (Fernsehfilm)
- 2020: A Good Man
- 2021: Kein Lebenszeichen (Disparu à jamais, Fernsehserie, 3 Folgen)
- 2021: Alors on danse
- 2021: L’Invitation (Fernsehfilm)
- 2021: Astrid et Raphaëlle (Fernsehserie, Folge 2x03)
- 2022: Et toi, c’est pour quand? (Fernsehfilm)
- 2022: Amore mio
- 2024: Machine – Die Kämpferin (Machine, Fernsehserie, 6 Folgen)
- 2024: Drone

## Theater
- 2014: Nulle part à l’heure von Alexandra Cismondi, Ciné 13 Théâtre
- 2017: La Récompense von Gérald Sibleyras, Théâtre Édouard VII